# Ibn Abi-Umara
Ibn Abi-Umara fou un aventurer de Tunísia que, amb el suport dels àrabs d'Ifríqiya, es va revoltar al sud del país vers el 1281 o 1282. Els seus èxits foren ràpids i el 1282 ja dominava gran part del país i es va proclamar califa. Va seguir obtenint victòries i a començaments del 1283 l'emir hàfsida Abu-Ishaq Ibrahim I ibn Yahya va haver de fugir cap a Bugia amb el seu fill Abu-Faris ibn Ibrahim, governador de la regió. Abu Faris va forçar al seu pare a abdicar al seu favor la primavera del 1283 però no li va servir de gaire perquè Ibn Abi Umara el va derrotar i matar en una batalla l'1 de juny del 1283. Abu-Ishaq Ibrahim I, fet presoner, fou executat.
Els seus excessos i les decisions errònies (sobretot en contra dels àrabs que li havien donat suport) el van privar molt ràpidament dels seus suports. Els àrabs van permetre el seu destronament el 1284 i la proclamació de Abu-Hafs Úmar I ibn Yahya, germà d'Abu-Ishaq Ibrahim I ibn Yahya.